# Bogusław Bachorczyk

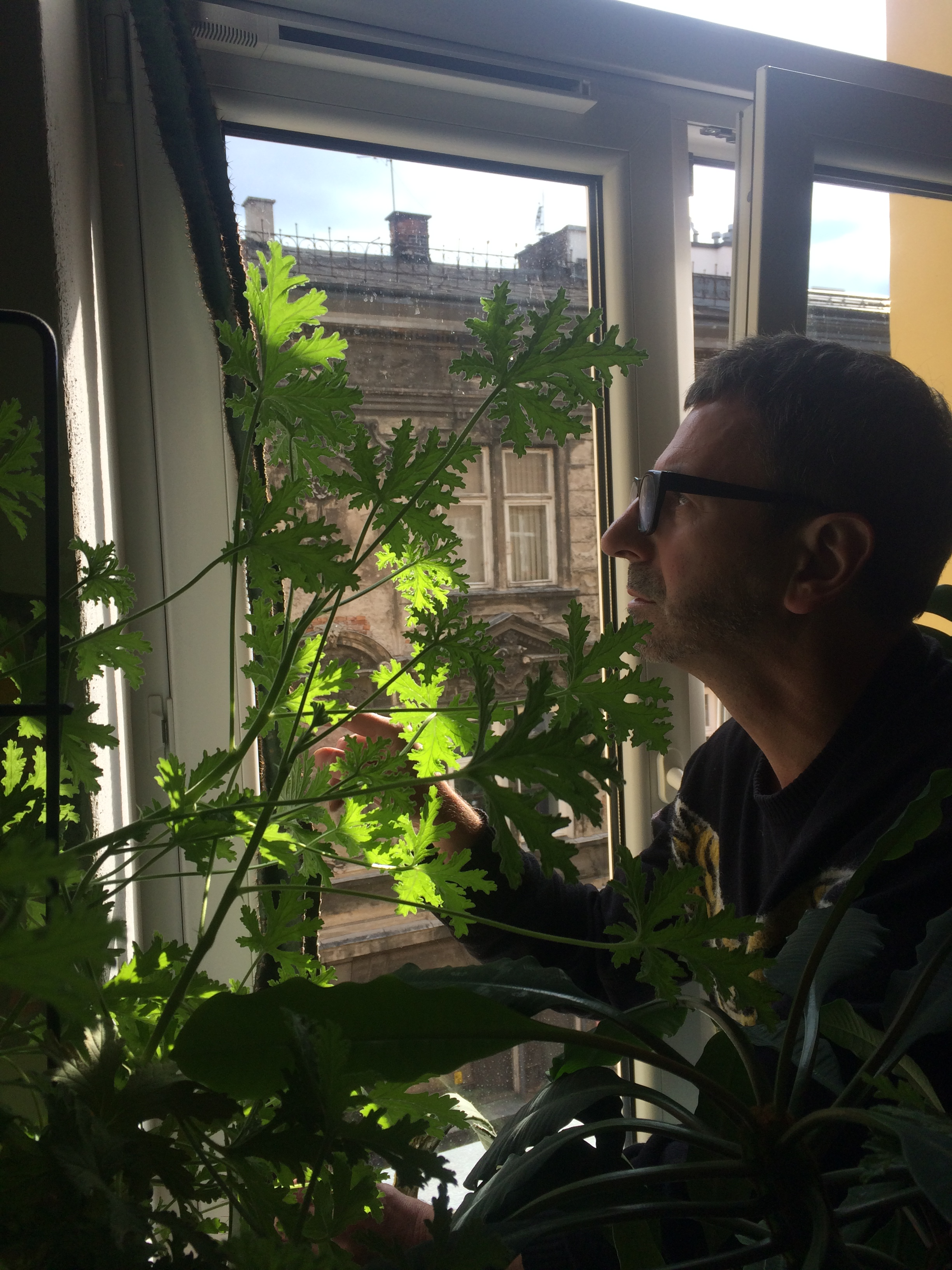
Bogusław Bachorczyk w swojej pracowni przy ul. Czystej 17 w Krakowie, 2019

Bogusław Bachorczyk (ur. 12 marca 1969 w Suchej Beskidzkiej) – polski malarz, rzeźbiarz, rysownik, artysta multimedialny i kurator sztuki, profesor Akademii Sztuk Pięknych im. Jana Matejki w Krakowie.

## Życiorys
W 1989 roku ukończył Państwowe Liceum Sztuk Plastycznych im. Antoniego Kenara w Zakopanem, gdzie uczęszczał do klasy rzeźby. Następnie w latach 1993−1998 studiował na Wydziale Malarstwa Akademii Sztuk Pięknych w Krakowie. Dyplom obronił w pracowni Włodzimierza Kunza.
Od 2002 roku pracuje jako wykładowca na Wydziale Malarstwa Akademii Sztuk Pięknych im. Jana Matejki w Krakowie, gdzie od 2018 roku prowadzi III Pracownię Interdyscyplinarną. W 2011 roku uzyskał stopień doktora sztuk plastycznych, a w 2014 roku stopień doktora habilitowanego. Od 2019 jest profesorem ASP w Krakowie.
W swojej twórczości pracował na styku różnych mediów: malarstwa, rzeźby i fotografii. Stosował bricolage i łączył techniki rzemieślnicze z nowoczesnymi mediami. Jego prace były niekiedy prezentowane w formie instalacji z elementami performansu.
W swojej twórczości Bogusław Bachorczyk podejmuje tematy historii, czasu, tożsamości, pamięci i indywidualnego odkrywania prywatnej przeszłości. Poruszał wątki związane ze współczesnymi definicjami męskości, męską cielesnością i seksualnością oraz miłością homoseksualną. Podejmował kwestie spuścizny po twórcach takich jak Jarosław Iwaszkiewicz, W.G. Sebald, Wojciech Jerzy Has, Aleksandr Rodczenko, Wacław Niżyński, Władysław Hasior.
Stworzył koncepcje i wykonał szereg projektów twórczych, m.in. prowadzony od 1986 roku dziennik-szkicownik. Od 2003 roku istotnym elementem jego działalności jest pracownia znajdująca się w Krakowie przy ulicy Czystej 17, która jest nieustannie przekształcaną przestrzenią twórczych poszukiwań.
Do współpracy przy swoich projektach Bogusław Bachorczyk zapraszał artystów innych dziedzin, m.in. aktorów, tancerzy, poetów, z którymi współpracował także jako ilustrator. Zaprojektował okładki tomów poezji Michała Sobola Pulsary (2013) i Schrony (2016) oraz okładkę powieści Liliany Hermetz Alicyjka (2014), do której wykonał również ilustracje.
Jego prace były prezentowane na ponad pięćdziesięciu wystawach indywidualnych i zbiorowych, m.in. w Muzeum Narodowym w Krakowie, Muzeum Narodowym w Warszawie, Muzeum Sztuki Współczesnej w Krakowie MOCAK, Bunkrze Sztuki, Muzeum Fotografii w Krakowie, Bałtyckiej Galerii Sztuki Współczesnej w Słupsku, Muzeum Tatrzańskim w Zakopanem, Centrum Rzeźby Polskiej w Orońsku, Galerii Zderzak, Galerii Pauza oraz Galerii Olympia w Krakowie, Galerii Atak w Warszawie, ABC Gallery w Poznaniu, Galerii ASP w Gdańsku i Galerii Labirynt w Lublinie; a także podczas szeregu imprez kulturalnych, w tym podczas Conrad Festival, Miesiąca Fotografii w Krakowie, Warsaw Gallery Weekend oraz w piśmie Gadający Pies. Bogusław Bachorczyk opublikował kilka książek artystycznych. Jego prace znajdują się w szeregu kolekcji prywatnych i publicznych, m.in. w zbiorach Muzeum Fotografii w Krakowie oraz w kolekcji Krzysztofa Musiała. Był stypendystą Miasta Norymbergi i laureatem stypendium Józefa Czapskiego, w ramach którego odbył wizytę studyjną we Francji.
We wrześniu 2018 zapoczątkował projekt Nasz Ogródek w kamienicy przy ulicy Czystej 15 w Krakowie, gdzie wynajmuje pracownię. W Naszym Ogródku zgromadził kolekcję prac współczesnych polskich artystek i artystów, która jest regularnie udostępniana zwiedzającym, m.in. w ramach Cracow Art Week Krakers. Na przestrzeni lat Bogusław Bachorczyk poszerzał grono osób zapraszanych do współpracy w tworzeniu ogródka. Do 2021 roku zgromadził prace ponad sześćdziesięciu osób, m.in. Marcina Maciejowskiego, Pauliny Ołowskiej, Jerzego Kosałki, Adama Rzepeckiego, Bettiny Bereś, Moniki Drożyńskiej, a także osób studiujących na krakowskiej ASP. Założyciel ogródka nadał mu imię brytyjskiego awangardowego artysty Dereka Jarmana. Nasz Ogródek zajmuje częściowo przestrzeń pracowni Bogusława Bachorczyka, a częściowo podwórka, na które wychodzi pracownia. Bogusław Bachorczyk konsekwentnie rewitalizuje przestrzeń Naszego Ogródka poprzez działania takie jak sadzenie i pielęgnowanie roślin czy odświeżenie altany śmietnikowej i trzepaka na podwórku. W 2019 roku otrzymał na projekt Nasz Ogródek stypendium twórcze Miasta Krakowa.
W 2021 wszedł w skład jury 44. Interdyscyplinarnego Konkursu Plastycznego Województwa Świętokrzyskiego Przedwiośnie.

## Wybrane wystawy
Indywidualne

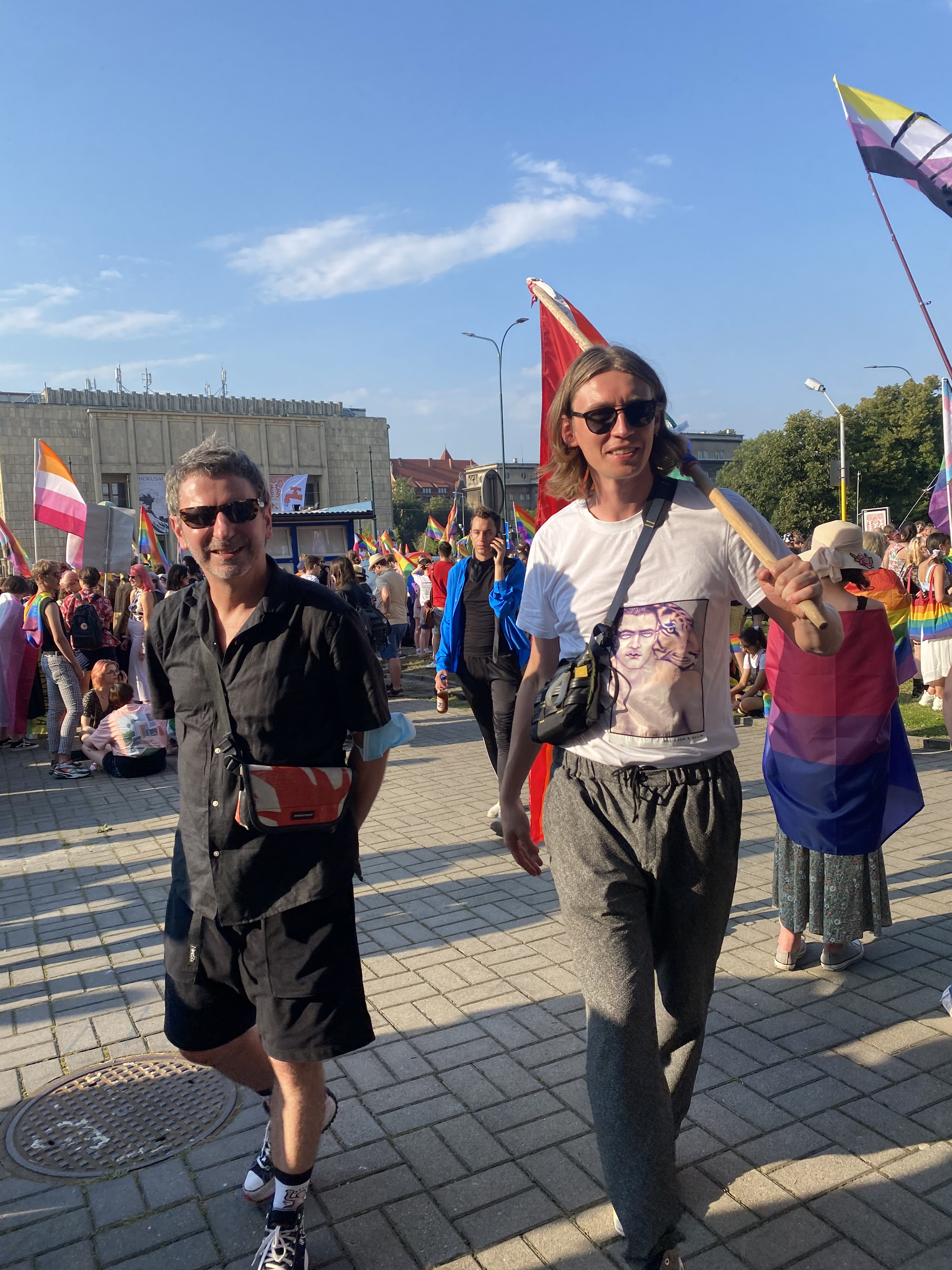
Bogusław Bachorczyk (z lewej) i Jakub Piwowarski na Marszu Równości w Krakowie, 2021

- Męskie Kroje, Galeria Floriańska 22, Kraków, 2010;
- Herrenschnitte / Męskie Kroje, Ehrenhalle des Rathauses Wolffscher Bau, Krakauer Hause, Norymberga, 2010;
- Sezon Jesień/Zima 2010, Otwarta Pracownia, Kraków, 2010;
- Miejsca zebrane, Galeria Malarstwa ASP, Kraków, 2011;
- Pocałuj mnie w pierścionek, Galeria Sztuki Współczesnej „Bunkier Sztuki”, Kraków, 2011;
- Historia naturalna wg Sebalda, Festiwal Conrada, Dom Norymberski, Kraków, 2012;
- Sztuka w biurze, Urząd miejski, Norymberga, 2012;
- 317, Bunkier Sztuki, Kraków, 2013;
- Dyplom.po, Hotel Western Union, Kraków, 2013;
- Homage o J. Skarżyńskim, Piwnica pod Baranami, Kraków, 2013;
- Męska biżuteria. Odznaczeni 2011−2012, Noc Muzeów, Galeria Żywa, Muzeum Narodowe w Krakowie, 2013;
- projekt 13 godzin, pracownia Czysta 17, 2013;
- Rzym, Magazyn Gadający Pies, Kraków, 2013;
- Voyage, voyage, w ramach Photo Fringe, Galeria Zderzak, Kraków, 2014;
- Prosimy nie strzelać, Galeria aTak, Warszawa, 2015;
- X Y Z;…, Galeria ASP, Gdańsk, 2015;
- Chlorofil utracony_Królik który widzial jutro, ABC Gallery, Visual Park, 2017;
- Między rzeczami, Centrum Kultury i Sztuki w Koninie, Wieża Ciśnień, 2017;
- Dialogi z awangardą III: U rodziny, Galeria Domo Doktora, Zakopane, 2017;
- Poczekalnia, Biuro Wystaw Artystycznych w Tarnowie, 2017;
- Wieść, Galeria Olympia, Kraków, 2017;
- projekt Nasz ogródek, Czysta 15, Kraków, 2018;
- projekt Pracownia, Muzeum Tatrzańskie, Zakopane, 2018;
- Przeprowadzka, Muzeum Tatrzańskie, Willa Okrza, Zakopane, 2018;
- Ssaki, klub Piękny Pies, Kraków, 2018;
- Zszywanie światów, Muzeum Tatrzański, Willa Okrza, Zakopane, 2018;
- projekt Nasz ogródek, Czysta 15, Cracow Art Week Krakers, Kraków, 2019;
- Przedwiośnie, Centrum Rzeźby Polskiej w Orońsku, 2019;
- Ośmiornica w ekstazie, Mazowiecki Instytut Kultury, Galeria Elektor, Warszawa, 2020[16];
- Na zemi (místnosti), Galerie Dolu Michal, Ostrawa, 2022[17];
- Odzyski-obiekty, Międzynarodowe Centrum Kultury, Kraków, 2024[18][19][20];
- Żal Tropików, Galeria Strefa A, 2024[21];
- Vlach, Shefter Gallery, 2025[22].

Zbiorowe

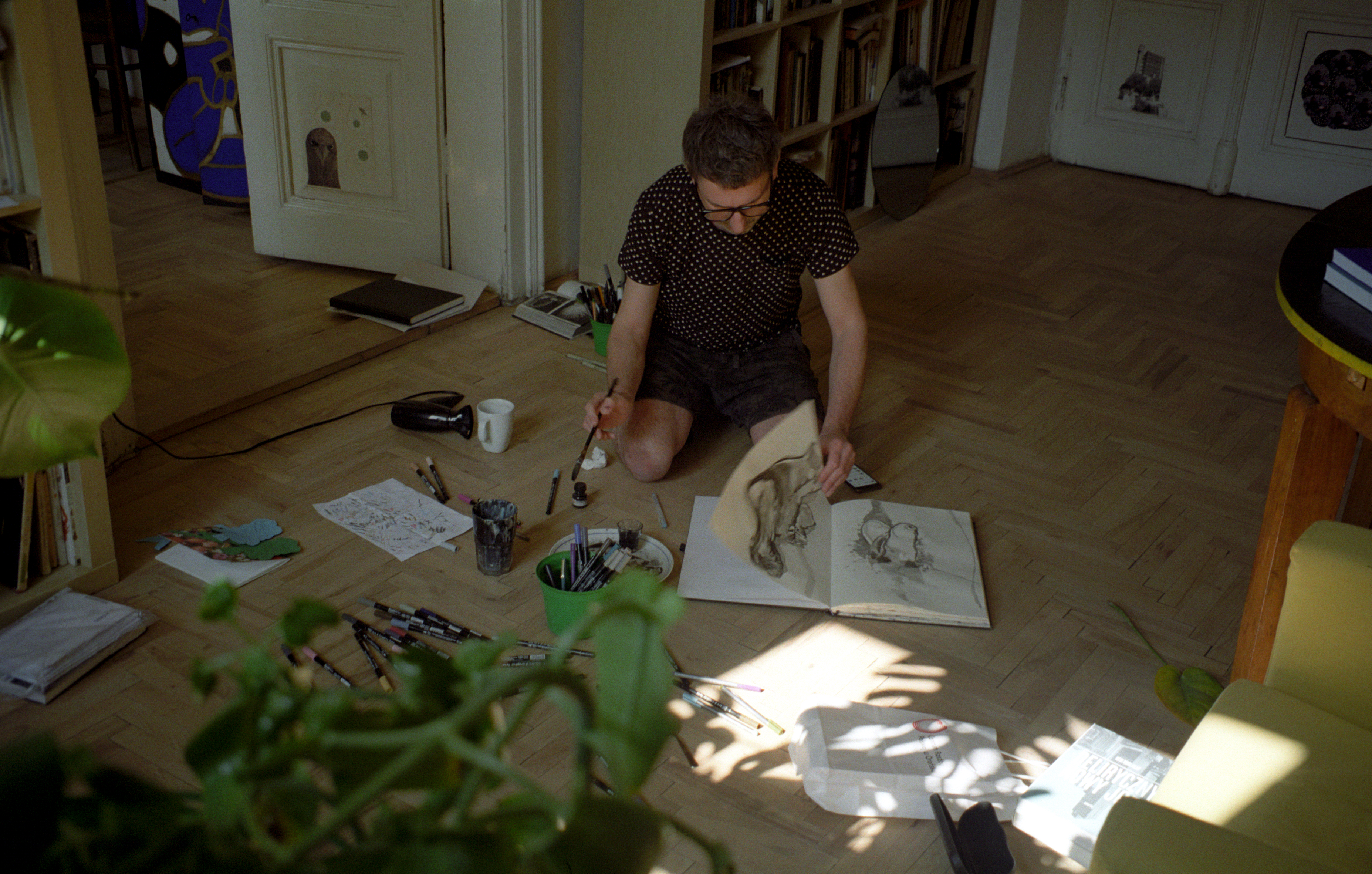
Bogusław Bachorczyk podczas pracy, marzec 2019

- Przez most, Galeria Pauza, Kraków, 2009;
- Mambo Spinosa, Galeria Zderzak, Kraków, 2010;
- 8 Triennale Małych Form Malarskich, Galeria Sztuki Wozownia, Toruń, 2010;
- Envío de Polonia, Galeria de arte Rio10, Burgos, Hiszpania, 2011;
- Przedmieścia, Kraków, Ostrawa, Wiedeń, 2011;
- Królowa Lodów, Galeria Zderzak, 2011;
- TAK I NIE, Muzeum Narodowe w Krakowie, 2012;
- PRODKONROD, Bunkier Sztuki, Kraków, 2012;
- DRUŻYNA, Krakauer Haus, Norymberga, Konsulat Niemiecki, Kraków, 2012;
- Milczenie śniegu, Dom Norymberski; Austriacki Konsulat Generalny, Kraków, 2012;
- Pamięć. Rejestry i terytoria, Międzynarodowe Centrum Kultury, 2013;
- XXV Festiwal kwiatów i sztuki, Zamek Książ, 2013;
- Paint me paint me everywhere, Gelatin, Bunkier Sztuki, 2014;
- Przypadek i porządek. Witoldowi Lutosławskiemu w 100 Rocznicę Urodzin, Ośrodek Propagandy Sztuki w Łodzi; Muzeum Sztuki i Techniki Japońskiej „Manggha”, 2014;
- Widnokrąg, Galeria ABC, Poznań, 2014;
- Miłośnik, Krakers Gallery Weekend, KsięgarniaWystawa, 2015;
- Wojna i pokój, Galeria Labirynt, Lublin, 2015;
- Zuzanna Ginczanka – Tylko szczęście jest prawdziwym życiem, Muzeum Historii Fotografii, Kraków, 2016;
- U rodziny, Galeria Władysława Hasiora, Zakopane, 2016;
- SŁODKIE, Galeria ABC, Poznań, 2016;
- Między systemami. Polskie malarstwo współczesne w kolekcji Krzysztofa Musiała, Centrum Sztuki Współczesnej Francisco Hernandez, Vélez-Málaga, Hiszpania, 2016;
- Hati hati hat, Księgarnia Wystawa, Muzeum Narodowe w Krakowie, 2016;
- Charytatywna aukcja dzieł sztuki. Poznawać, działać, dzielić się, CSW Zamek Ujazdowski, Warszawa, 2016;
- Blask na drzewach jakiś chory (…) zaczęły się meteory, Willa Kadenówka, Rabka, 2016;
- Apteka leków gotowych, Galeria Zderzak, Kraków, 2016;
- Apologia Przypadkowości, Bałtycka Galeria Sztuki Współczesnej, Słupsk, Baszta Czarownic, 2016;
- 20, Wystawa Jubileuszowa, Dom Norymberski, Kraków; Dom Krakowski, Norymberga, 2016;
- Krakowskie Spotkania Artystyczne 2017 − Konfiguracje. Malarstwo Rzeźba Rysunek Galeria Pryzmat, Kraków, 2017;
- Kafka - przełamywanie granic, była kopalnia Saturn, Czeladź, 2017;
- Pomada 7 Dziedzictwo, Pałac Kultury i Nauki, Warszawa, 2017;
- Tu jesteśmy. Wybrane prace polskiej sztuki po 1945 roku z kolekcji Krzysztofa Musiała, Centrum Sztuki Współczesnej w Toruniu, 2017;
- No problem, Galeria Potencja, Kraków, 2017;
- Masucullinea − zbiór męskich historii, ASP Łódź, Galeria Kobro, 2018;
- Masucullinea, Biuro Wystaw Artystycznych w Kielcach, 2018;
- Dom w ogóle, KRAKERS, ArtHouse, Kraków, 2018;
- Krakowski Salon Sztuki, Pałac Sztuki w Krakowie, 2019;
- Artyści z Krakowa. Generacja 1950–1969, Muzeum Sztuki Współczesnej w Krakowie MOCAK, 2020[23];
- Nasza wystawa. Mokre obrazy. 21, Galeria Olympia, Kraków, 2021[24];
- Panopticum '21, Muzeum Przyrodnicze Instytutu Systematyki i Ewolucji Zwierząt PAN, 2021[25].

Opracowano na podstawie materiału źródłowego.

## Publikacje

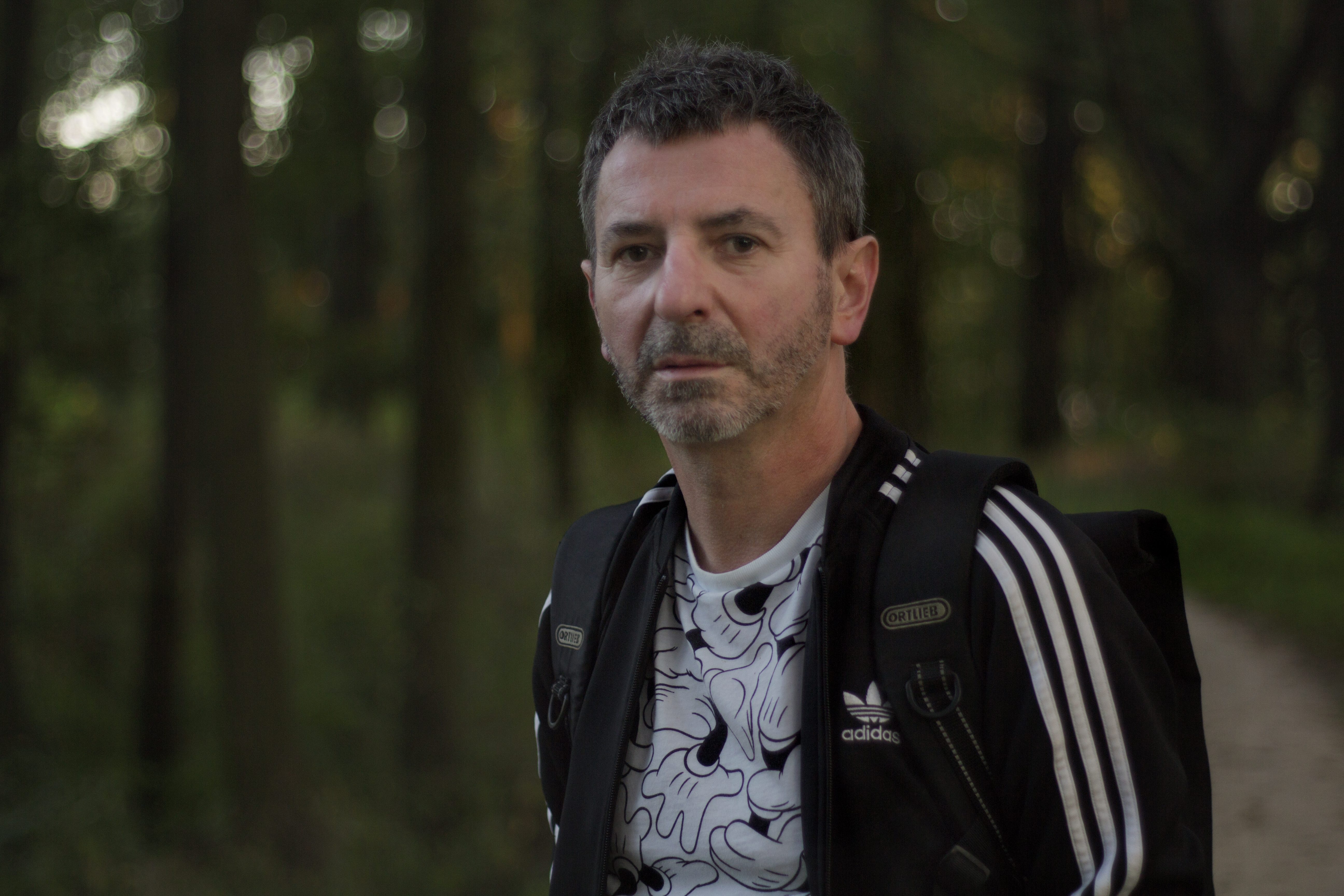
Bogusław Bachorczyk, 2019

- Czysta 17, Wydawnictwo ASP, Kraków 2013;
- Katalog wystawy Pamięć, rejestry i terytoria, Międzynarodowe Centrum Kultury, Kraków 2013;
- Katalog wystawy Wojna i pokój, Galeria Labirynt, Lublin 2015;
- Prosimy nie strzelać, Fundacja Polskiej Sztuki Nowoczesnej z funduszu Krzysztofa Musiała, Warszawa 2015;
- W poczekalni[a], Biuro Wystaw Artystycznych w Tarnowie, Tarnów 2017;
- Roczniki 2017–2018, Wydawnictwo ASP, Kraków 2019.

## Nagrody i odznaczenia
- Nagroda Rektora ASP w Krakowie III Stopnia za osiągnięcia w pracy artystycznej i dydaktycznej (2012);
- Nagroda Rektora ASP w Krakowie II Stopnia za osiągnięcia w pracy artystycznej i dydaktycznej (2017);
- Brązowy Medal „Zasłużony Kulturze Gloria Artis” (2019)[26].